# Cuzco-skolen
Cuzco-skolen var en kunstnerisk tradition i Cusco, Peru (Inkarigets hovedstad) i det 17. og 18. århundrede, efter Inkarigets fald i 1534. Cuzco-skolen er betragtet som det første organiserede kunstcenter i Den Nye Verden.